# Settimana Santa di Cordova
La Settimana Santa di Cordova è un complesso di manifestazioni che rievoca i misteri della passione, la morte e la risurrezione di Gesù con gruppi scultorei (pasos) portati in processione per le vie della città di Cordova. Manifestazioni e processioni di simulacri accompagnati da penitenti e devoti, eventi comuni a tante altre città e centri dell'Andalusia, tra esse: Siviglia, Malaga e Granada.
L'uscita processionale è la principale forma di manifestazione di culto esterno effettuato dalle confraternite, devozione e tradizioni espletate attraverso percorsi processionali e stazioni di penitenza, congiuntamente ad attività interne minori condotte durante tutto l'anno, come novene, settenari, quinari, tridui e baciamano, accompagnate dallo svolgimento di attività e opere assistenziali, caritatevoli e sociali a favore dei ceti più disagiati.

## Legenda
- Pasos: i "pasos", in italiano vare, sono gli elementi peculiari delle processioni, costituiti da statue o gruppi di immagini che raffigurano la Passione. Così chiamati perché trasportati al lento incedere dei passi dei portatori.
- Recorrido y carrera oficial: Si chiama "Percorso Ufficiale" («Recorrido y Carrera Oficial») l'itinerario comune che seguono tutte le organizzazioni nel loro percorso verso la cattedrale.
- Stazione di penitenza: soste effettuate durante il percorso processionale. Comprendono soste di meditazione, di servizio, soste presso i principali luogo di culto o interesse, sosta presso o all'interno della cattedrale.
- Associazione delle Fratellanze e delle Confraternite di Cordova: organismo responsabile della regolamentazione dell'insieme dei sodalizi cittadini. Sono 37 le confraternite partecipanti al percorso ufficiale, 8 quelle che effettuano solo percorsi rionali.
- Madrugada: Il periodo inizia alle 00 del mattino e termina all'alba col sorgere del sole. Arco temporale che segue la notte e precede la mattina, periodo durante il quale si effettuano le processioni più sentite.

## «Hermandades y cofradías» - Fratellanze e confraternite
In rispetto della lingua spagnola e della ricchezza etimologica delle definizioni sono mantenute le denominazioni originali delle Confraternite, dei nomi dei simulacri e degli etimi prettamente cordovani.

## Correlazioni e curiosità
Lo studio delle tradizioni e delle contaminazioni iberiche a Palermo ed in Sicilia consente di risalire alle origini etimologiche della definizione Madonna dell'«O» e dei termini afferenti. Tutti riferimenti, titoli, invocazioni sono legati al tema e al culto dell'«Aspettazione del Parto della Vergine Maria».
La matrice comune trova fondamento nelle antiche antifone che iniziano con l'esclamazione vocativa "O" recitate negli ultimi sette giorni di Avvento ove all'"O" segue un appellativo riferito al Messia: O Sapienza, O Signore, O Radice di Iesse, O Chiave di Davide, O Astro Sorgente, O Re delle Genti, O Emmanuele.
In passato tra le antifone in "O" dell'Avvento figurava anche quella indirizzata alla Vergine: O Virgo Virginum, quomodo fiet istud ? ed era l'antifona d'introduzione propria del Magnificat.